# Jože Ciuha
Jože Ciuha (Trbovlje, 26 de abril de 1924 – Ljubljana, 12 de abril de 2015) fue un pintor esloveno.

## Biografía
Jože Ciuha nació en Trbovlje. En 1950 se graduó en la Academia de Bellas Artes en Ljubljana. A lo largo de su carrera, viajó por todo el planeta en búsqueda de influencias culturales. En su época de estudiante, vivió en diferentes zonas de Macedonia; en los 50 estuvo en París y en el Extremo Oriente y en los 60, viajó por América del Norte y América del Sur. Ya, a partir de 1970, Ciuha impartió clases en la Academia Internacional de Verano de Salzburgo, así como también en la Western Michigan University, y la Escuela Gráfica Internacional de Venecia y la Academia de Bellas Artes en Ljubljana.
Ciuha trabajó con toda una serie de medios, incluyendo acuarela, dibujo, ilustración, mosaico y tapiz. También produjo poesía y otros escritos. Su obra ha sido expuesta prolíficamente, y se encuentra en varias de las principales instituciones internacionales de arte.